# 新鱗翅類
新鱗翅類是鱗翅目、蝴蝶和飛蛾的舌形亞目中的一個進化支。它們在幼蟲期腹部前肢、蛹形態和下頜骨面積上與其他肌舌蟲不同，它們的生殖系統也不同，前肢有肌肉和頂端小鉤，生殖器官有兩個開口，機翼結構也存在差異，蛹是不完整的。